# 竹园镇 (青川县)
竹园镇，是中华人民共和国四川省广元市青川县下辖的一个乡镇级行政单位。2019年12月，撤销马鹿镇、金子山乡，将原马鹿镇和原金子山乡及原建峰乡龙峰社区所属行政区域划归竹园镇管辖，竹园镇人民政府驻清江路182号。

## 行政区划
竹园镇下辖以下地区：
梁沙社区、竹园社区、白沙社区、黄沙村、金河村、金真村、东曹村、银沙村、卢山村、松树村、凉沙村、竹园村和白沙村。